# سفارت ایالات متحده آمریکا در آتن
سفارت ایالات متحده آمریکا در آتن (به لاتین: Embassy of the United States) یک منطقهٔ مسکونی و نمایندگی سیاسی ایالات متحده آمریکا در یونان است که در آتن واقع شده‌است.